# Bathilde Amédée
Bathilde Amédée és un personatge de A la recerca del temps perdut, de Marcel Proust. És l'àvia materna del Narrador.

## Personatge
El narrador se sent profundament estimat per ella durant la seva infantesa.
És per ella que coneix Mme de Villeparisis, amb qui va estudier a l'internat de jove. Aquesta darrera l'introdueix de mica en mica a la seva família, els Guermantes, presentant-li el seu nebot de la mateixa edat, Robert de Saint-Loup.

La seva mort és narrada al primer capítol d'El cantó de Guermantes II. Però el jove no pren consciència veritablement de la seva desaparició fins més tard, en el moment d'una estada a Balbec que li recordarà la primera estada on ella l'havia consolat. Aquesta presa de consciència és relatada a la fi del primer capítol de Sodoma i Gomorra II, en un passatge titulat justament Les intermitències del cor.

## Intèrprets en adaptacions cinematogràfiques
- Germaine de France a Les Cent Livres des Hommes, épisode Du côté de chez Swann, de Claude Santelli (1971)
- Monique Mélinand a El temps recobrat de Raoul Ruiz (1999)
- Françoise Bertin a La Captive de Chantal Akerman (2000)
- Catherine Samie a À la recherche du temps perdu de Nina Companeez (2011)